# Sven Hansson (längdskidåkare)
Sven Elander "Lima" Hansson, född 16 mars 1912 i Lima församling, död 14 juli 1971 i Transtrands församling, var en svensk längdskidåkare. Han vann Vasaloppet 1936. och blev svensk mästare på tremilen 1937. Han ingick även i det svenska lag som tog stafettbrons vid världsmästerskapen 1938 i Lahtis.